# Björner Hedlund

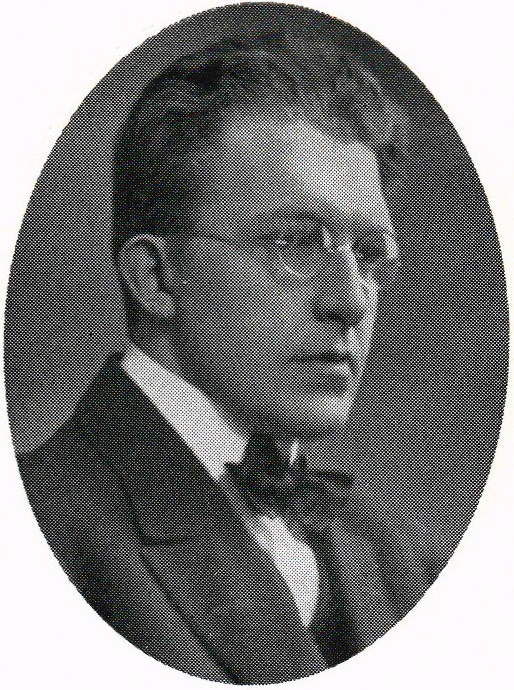
Björner Hedlund

Björner Hedlund, född 20 november 1882 i Göteborgs domkyrkoförsamling, Göteborgs och Bohus län, död 18 december 1956 i Göteborgs Vasa församling, var en svensk arkitekt. Han var son till arkitekten Hans Hedlund.
Hedlund studerade vid Chalmers tekniska läroanstalt i Göteborg 1900–1904 och vid Kungliga akademien för de fria konsterna i Stockholm 1904–1907. Han var delägare i Hans och Björner Hedlund arkitektbyrå i Göteborg från 1908 och ca tio år framåt. Därefter allt mer egen verksamhet i Björner Hedlunds arkitektbyrå.
Björner Hedlund är begravd på Östra kyrkogården i Göteborg.

## Verk i urval

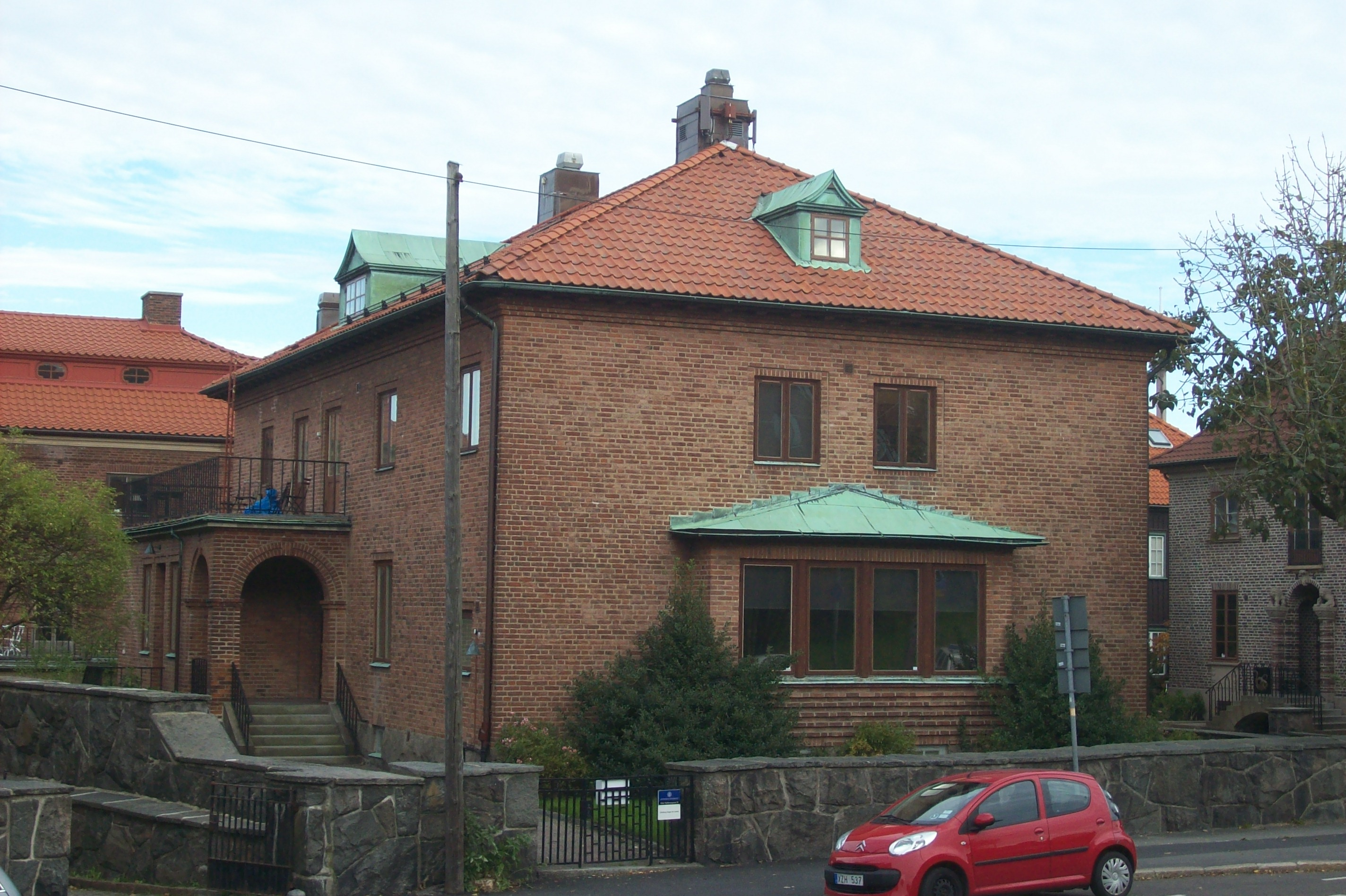
Viktor Rydbergsgatan 24

- Telegrafverkets huvudstation, Göteborg 1912.
- Pumphus, Barlastgatan, Göteborg 1912.
- AB Hemtrefnad, Föreningsgatan 32 - Erik Dahlbergsgatan 36, Göteborg 1913.
- Göteborgs Handelsbank, Kinesiska muren på Skeppsbron 4, Göteborg 1914–1915.
- Telefonväxelstation, Fjärde Långgatan 13, Masthugget, Göteborg 1919.
- Göteborgs stads frihamnsmagasin 1920.
- Ombyggnad av Renströmska badet, Göteborg 1919, 1931 och 1934.
- Göteborgs stadsbibliotek 1926 (tillbyggnad).
- Dicksonska folkbiblioteket, Göteborg  1934 (ombyggnad).
- Bussgarage och vagnhall för Göteborgs spårvägar, 1928 och 1930.